# 성 미콜라 대성당

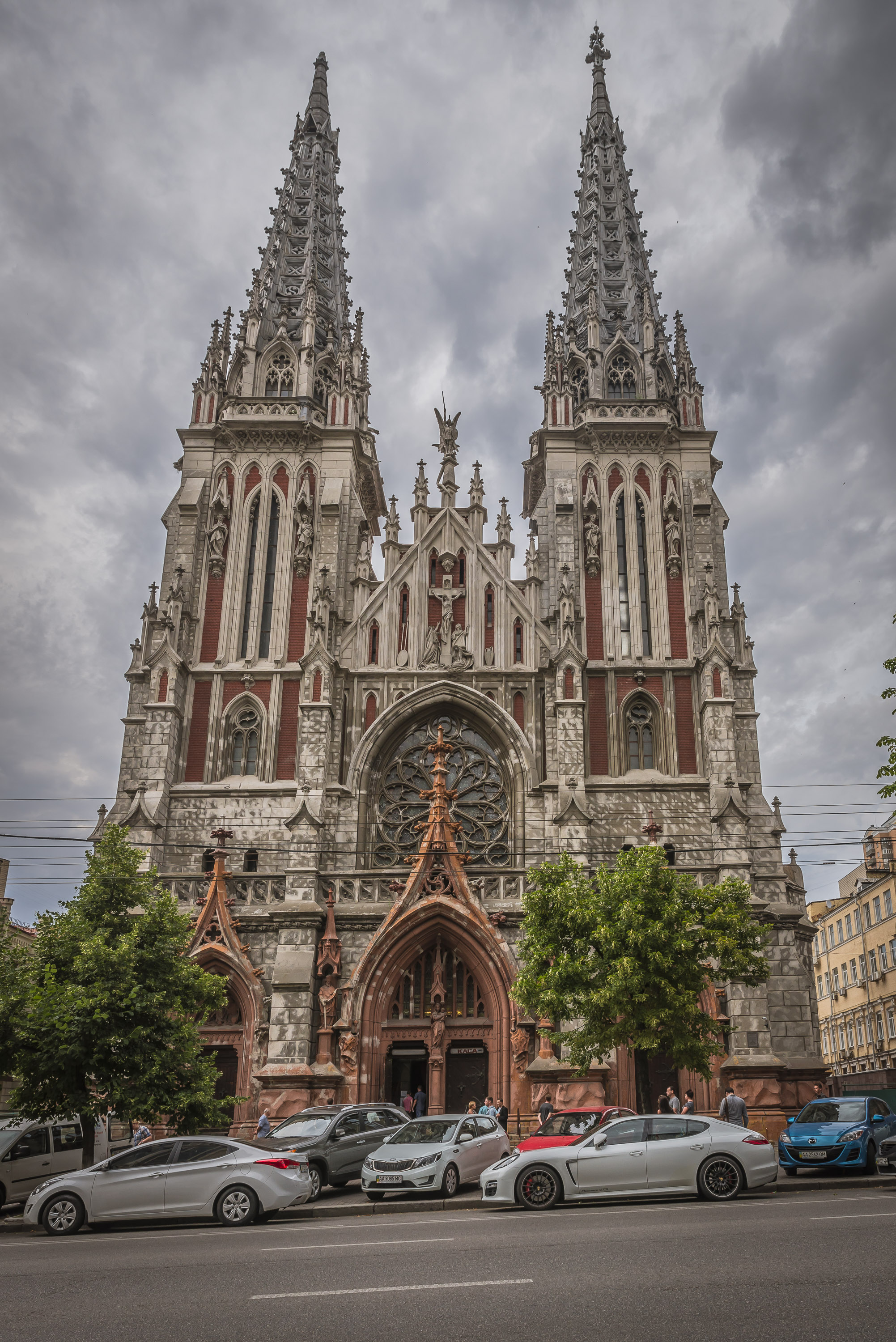
성 미콜라 대성당

성 미콜라 대성당(우크라이나어: Костел Св. Миколая)은 우크라이나 키이우에 위치한 로마 가톨릭교회 대성당이다. 성 올렉산드르 대성당과 함께 키이우에서 오래된 로마 가톨릭교회 대성당 가운데 하나이며 유럽광장 인근에 위치한다. 대성당의 높이는 60m이며 대성당에는 2개의 첨탑이 있다. 대성당의 정면은 서쪽을 향하고 있다.
1899년부터 1909년까지 키예프의 건축가인 블라디슬라프 고로데츠키(Vladislav Gorodetsky)와 옐리오 살랴(Elio Salya)에 의해 고딕 양식으로 지어졌다. 역사적으로 이 곳은 라틴식 전례 가톨릭 공동체가 있던 곳이다. 대성당의 의식에서는 우크라이나어를 사용하며 폴란드어, 라틴어, 스페인어 소수가 사용된다.